# كارل كريستيان بونيفي
كارل كريستيان بونيفي هو سياسي نرويجي، ولد في 5 أغسطس 1849، وتوفي في 19 ديسمبر 1917. نشط حزبياً في Free-minded Liberal Party ‏. وقد انتخب عمدة درامن ‏ (1898 – 1901) وانتخب نائب عضو برلمان النرويج ‏ عن دائرة  خلال فترته النيابية ‏ (1913 – 1915).